# Curak
Curak je říčka v přírodní rezervaci Zeleni vir v severním Chorvatsku, pravý přítok Kupice. 

## Průtok
Říčka pramení v nadmořské výšce 410 metrů v pohoří Gorski Kotar západně od obce Skrad a je dlouhá 5,48 km. Pramen říčky vyvěrá ze skály a pokračuje ve formě vodopádu. Asi 300 metrů níže po proudu protéká malebným údolím, kde se nachází Vodní elektrárna Zeleni Vir.
Asi 1 km jižně od chorvatsko-slovinského hraničního přechodu Petrina/Brod na Kupi se vlévá se do Kupice a poté do Kupy.
Curak protéká osadami Planina Skradska, Donji Ložac a Iševnica.